# Woodwardia virginica
Woodwardia virginica là một loài thực vật có mạch trong họ Blechnaceae. Loài này được (L.) Sm. miêu tả khoa học đầu tiên năm 1793.

## Hình ảnh

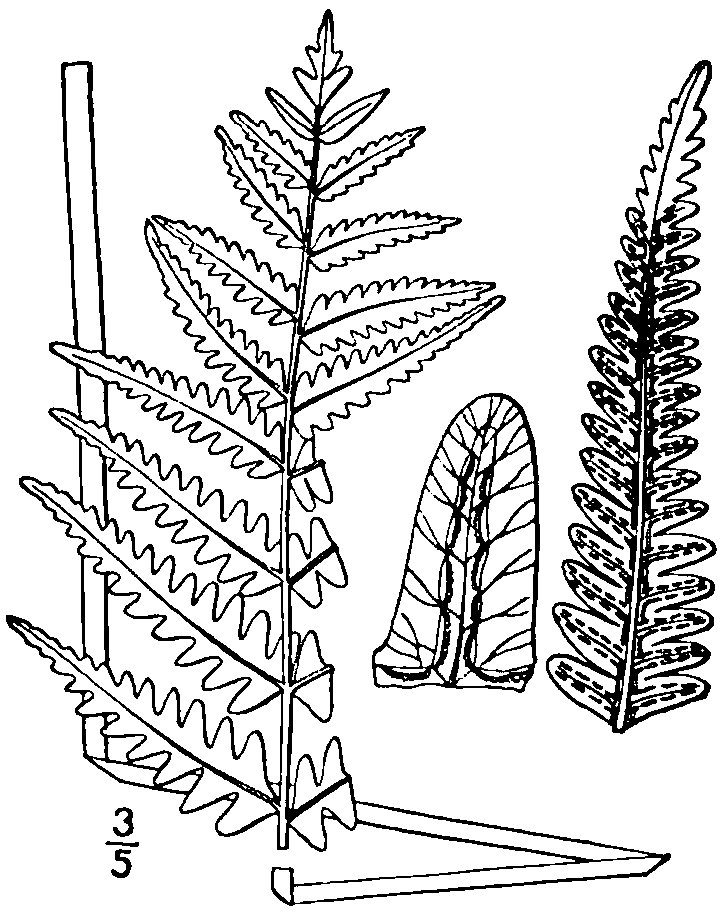
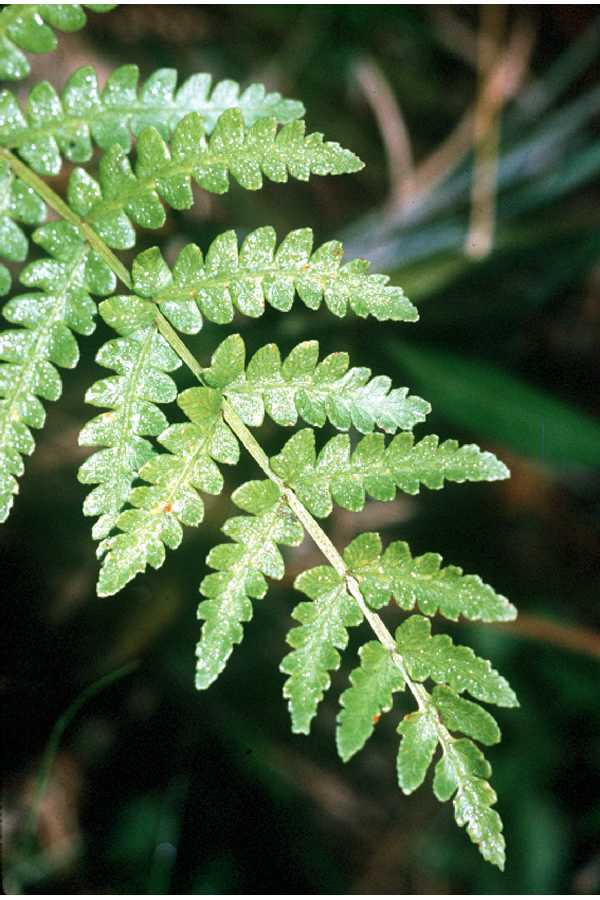